# Robert Lamm (musiker)
Robert William Lamm, född 13 oktober 1944 i Brooklyn i New York, är en amerikansk keyboardist, sångare och låtskrivare. 
Robert Lamm föddes i New York men växte från 15 års ålder upp i Chicago. I sin ungdom studerade han först konst, men sedan musik på Roosevelt University i Chicago. 1967 var han med och bildade musikgruppen Chicago vilken han fortfarande är medlem i och turnerar med. Han har komponerat flera av gruppens mer rockiga kompositioner såsom "25 or 6 to 4", "Questions 67 and 68" och "Saturday in the Park". Lamm har även släppt ett antal album som soloartist, främst under 2000-talet.

## Diskografi
Soloalbum
- 1975 – Skinny Boy
- 1995 – Life Is Good in My Neighborhood
- 1999 – In My Head
- 2000 – Like a Brother (Beckley-Lamm-Wilson)
- 2003 – Subtlety & Passion
- 2004 – Too Many Voices
- 2005 – Leap of Faith – Live in New Zealand
- 2006 – Life is Good in My Neighborhood 2.0
- 2006 – Skinny Boy 2.0
- 2008 – The Bossa Project
- 2012 – Living Proof
- 2012 – Robert Lamm Songs: The JVE Remixes
- 2020 – Time Chill: A Retrospective